# Регни
Регните или Регнентите, регненсите (на латински: regni, regnentes, regnenses, regnensi, regini) са келтско племе в Британия.
Тяхната столица била Новиомагус Регнорум, днес Чичестер в графство Западен Сусекс, в югоизточна Англия. Те са под господството на атребатите.
Завоювани са от римляните през 43 г. и стават римско клиентелкско царство. Намерени са монети от техния крал Верика, който е сменен от васалния крал Тиберий Клавдий Когидубно (rex Britannorum, legatus Augusti), след когото царството е напълно интегрирано в Римската империя.